# Sacred Spirit
«Sacred Spirit» — музыкальный проект Клауса Цунделя, Ральфа Хамма и Маркуса Стааба, исполняющий музыку в жанрах электронной и этнической музыки, нью-эйдж и эмбиент. По оценкам, общий объём продаж альбомов «Sacred Spirit» составляет более 15 миллионов экземпляров. С каждого проданного альбома делаются пожертвования в «Фонд коренных народов Америки»(«Native American Rights Fund») — некоммерческую организацию, занимающуюся отстаиванием законных прав коренных народов Америки.

## История
Первый альбом — «Chants and Dances of the Native Americans» — был выпущен в 1994 году. Поддерживая тематику альбома, Клаус Цундель взял себе псевдоним «The Fearsome Brave» («Грозный храбрец»), который впоследствии использовал ив других проектах в слегка изменённом виде — «The Brave» («Храбрец»). Композиции альбома передают рассказы, легенды и судьбы коренных американцев, объединяя семплированные песнопения индейских племён навахо, пуэбло и сиу и саамского йойка с синтезаторной основой, нанизанными на сочетание традиционных барабанов и электронных танцевальных ритмов. Первый синглом, выпущенным с альбома, был «Yeha-Noha» («Пожелания счастья и процветания»), который в значительной степени привлёк внимание к «Sacred Spirit». Сингл достиг позиции № 1 в чартах ряда стран, включая 6 недель во Франции. В США «Yeha Noha» исполнении старейшины навахо Кее Чи Джейк из Чинли (Аризона) достигла Top 20 в Billboard Hot 100. Он также попал в Top 10 и находился двадцать семь недель в UK Albums Chart. На три композиции — «Yeha-Noha», «Ly-O-Lay-Ale-Loya» и «Ya-Na-Hana» были сняты клипы. Этот альбом, являющийся, возможно, одним из самых успешных «энигматик»-проектов за всю историю, был продан в количестве более семи миллионов копий по всему миру.
Второй альбом «Sacred Spirit» по тематике сильно отличался от первого альбома. Основной акцент был сделан на блюзовое пение. Такое резкое изменение темы нашло своё отражение в американском релизе альбома, где название группы было изменено на «Indigo Spirit».
Третий альбом был выпущен только в Японии.
Следующий альбом группы — «Classical Spirit» — является компиляцией двух альбомов Клауса Цунделя: «Divine Works» и «Ancient Spirits».
Пятый альбом был номинирован на премию «Грэмми» за лучший New Age альбом в 2001 году. В этот раз также не обошлось без манипуляций названиями: в части релиза название группы было изменено на «Indians' Sacred Spirit», а иногда и ещё короче «Indians' Spirit». Альбом «Sacred Spirit II: More Chants And Dances Of The Native Americans» является продолжением и развитием первого, однако в то же время он более инструментальный. Хотя на всех треках присутствуют песнопения или речь, каждая песня состоит из множества коротких семплов, собранных вместе, в отличие от первого альбома, в котором, как правило, использовался один расширенный семпл на песню.
В двух следующих альбомах эксперименты продолжились: альбом «Moroccan Spirit» основан на северо-африканских мотивах, а альбом «Spirit Of Silence» был записан совместно с Rose Moore.
Два следующих альбома вышли в 2003 году. В первом, совместном с Eric Jan Harmsen, «Jazzy Chill Out», были также представлены Лайтнин Хопкинс, Джон Ли Хукер, Анита О’Дэй и Элла Фицджеральд. На другом, «Bluesy Chill Out», считающимся вкладом в «Year Of The Blues» («Год блюза») в США, группа сотрудничала с обитателем Ивисы по имени Dave «Butterknife» Jeffs, уроженцем Северной Ирландии и бывшим уличным музыкантом, который регулярно выступает в местном клубе «Teatro Pereyra».
Последний альбом группы — «Tango Jointz [Palermo Nuevo]» — был выпущен в 2006 году.

## Дискография

### Альбомы

#### 1994. Vol.1. «Chants And Dances Of The Native Americans»
| №   | Название                                               | Длительность |
| --- | ------------------------------------------------------ | ------------ |
| 1.  | «Intro & Prelude (How The West Was Lost)»              | 3:00         |
| 2.  | «Tor-Cheney-Nahana (Winter Ceremony)»                  | 6:58         |
| 3.  | «Ly-O-Lay-Ale-Loya (The Counterclockwise Circledance)» | 5:14         |
| 4.  | «Ya-Na-Hana (Celebrate Wild Rice)»                     | 7:05         |
| 5.  | «Dawa (The Cradlesong)»                                | 4:18         |
| 6.  | «Gitchi-Manidoo (Advice For The Young)»                | 6:01         |
| 7.  | «Yeha-Noha (Wishes Of Happiness & Prosperity)»         | 4:02         |
| 8.  | «Ta-Was-Ne (Elevation)»                                | 2:38         |
| 9.  | «Heya-Hee (Intertribal Song To Stop The Rain)»         | 7:37         |
| 10. | «Shamanic Chant No.5 (Heal The Soul)»                  | 1:31         |
| 11. | «Yo-Hey-O-Hee (Brandishing The Tomahawk)»              | 6:16         |

#### 1998. Vol. 2. «One Little Creature — Music Of Fading Cultures (Pieces Of Time)»
| №   | Название | Длительность |
| --- | --- | ------------ |
| 1.  | «Intro \| Prelude»                                                                                              | 0:56         |
| 2.  | «One Little Creature (Bulgarian Gaida Bagpipes (Large Ensemble) & A Korean Folksong From The Kangwon Province)» | 4:13         |
| 3.  | «You´ve Gotta Learn (Three Kingdoms Japon)»                                                                     | 3:54         |
| 4.  | «Talk To Me (Throat Singers From Tuva Meet Tibetian Monks)»                                                     | 3:53         |
| 5.  | «Interlude: What Is Aloomné? (Copper Eskimos Of Canada´s Northwest Territories)»                                | 1:24         |
| 6.  | «Mêdunya (Dancing Naked In The Summer Rain)»                                                                    | 4:12         |
| 7.  | «Aloomné (The Inuiit Salute The Daylight)»                                                                      | 4:04         |
| 8.  | «Final Call (Statement Of The Noble Warrior)»                                                                   | 4:45         |
| 9.  | «Silent Prayer (O´eh´bee´eh) (Mouthmusic From Northern Island)»                                                 | 4:33         |
| 10. | «Interlude: (Love´s Not Time´s Fool)»                                                                           | 2:07         |
| 11. | «É Souber Son (7 Days Of Songs & Dances With Nomads Of The Desert)»                                             | 3:37         |
| 12. | «O jamboo (The Mirror Of The Great Void)»                                                                       | 4:20         |
| 13. | «Don´t Be Afraid (With Love From The Mekong Delta)»                                                             | 4:55         |

#### 1997.  Vol. 3. «A Culture Clash (Indigo Spirit [Vol. 2])»
| №   | Название                                | Длительность |
| --- | --------------------------------------- | ------------ |
| 1.  | «Intro»                                 | 1:51         |
| 2.  | «Culture Clash»                         | 4:34         |
| 3.  | «Lay Down»                              | 4:00         |
| 4.  | «On The Road»                           | 4:19         |
| 5.  | «Legends»                               | 7:01         |
| 6.  | «No More Cotton»                        | 3:44         |
| 7.  | «Interlude “To Be a Slave”»             | 2:14         |
| 8.  | «The Sun Won't Talk No More»            | 5:11         |
| 9.  | «Black Progress»                        | 2:56         |
| 10. | «Roots»                                 | 5:59         |
| 11. | «Babes in the Juke House»               | 3:18         |
| 12. | «Brownsville, Tennessee (instrumental)» | 3:14         |
| 13. | «Interlude “To Be a Slave # 2”»         | 2:02         |
| 14. | «Slow & Easy»                           | 3:12         |
| 15. | «Sonnet XVIII»                          | 4:09         |

#### 1999. Vol. 4. «Classical Spirit»
(A Compilation of Divine Works & Ancient Spirits)
| №   | Название                                        | Длительность |
| --- | ----------------------------------------------- | ------------ |
| 1.  | «Divine works I»                                | 3:17         |
| 2.  | «O´ Ecclesia»                                   | 3:41         |
| 3.  | «Prelude (Bach J.S.)»                           | 4:20         |
| 4.  | «Divine works II»                               | 4:07         |
| 5.  | «Adagio (Barber S.)»                            | 5:13         |
| 6.  | «Gloria deo patri»                              | 4:06         |
| 7.  | «Adagio (Albioni T.)»                           | 6:18         |
| 8.  | «Sonata No. 14 Adagio Sostenuto (Beethoven L.)» | 5:20         |
| 9.  | «Tranquility»                                   | 3:51         |
| 10. | «Organ Concerto (Bach J.S.)»                    | 7:25         |

#### 2000. Vol. 5. «Sacred Spirit II: More Chants and Dances of the Native Americans» («Indians’ Sacred Spirit: More Chants and Dances of the Native Americans»)
| №   | Название                   | Длительность |
| --- | -------------------------- | ------------ |
| 1.  | «Intro: Gods & Heroes»     | 1:30         |
| 2.  | «Looking Far North»        | 4:22         |
| 3.  | «Dela Dela»                | 4:38         |
| 4.  | «Land Of Promise»          | 5:50         |
| 5.  | «The State of Grace»       | 5:00         |
| 6.  | «Yane – Heja – Hee»        | 4:13         |
| 7.  | «A – La – Ke»              | 4:42         |
| 8.  | «May You Walk In Sunshine» | 3:56         |
| 9.  | «The Spirit»               | 3:05         |
| 10. | «O – Loa – Ki – Lee»       | 3:14         |
| 11. | «That Noble Dream»         | 4:53         |
| 12. | «The Sad Eyed Chief»       | 4:01         |

#### 2002. Vol. 6. «Moroccan Spirit» («Les Chants Du Désert»)
| №   | Название                        | Длительность |
| --- | ------------------------------- | ------------ |
| 1.  | «Music For 1001 Nights»         | 2:31         |
| 2.  | «Jilàla I - Nocturnal Ritual»   | 6:06         |
| 3.  | «Jim I Nim»                     | 3:45         |
| 4.  | «Moroccan Soul»                 | 6:06         |
| 5.  | «Moussem Of Regragas»           | 4:48         |
| 6.  | «Mêdunya»                       | 5:07         |
| 7.  | «Narcisse Noir»                 | 3:38         |
| 8.  | «Derviche»                      | 5:10         |
| 9.  | «Jilàla II - Nocturnal Ritual»  | 3:32         |
| 10. | «La Mamounia»                   | 7:39         |
| 11. | «Moussem Mediouna»              | 4:12         |
| 12. | «Music For 1001 Nights - Outro» | 4:51         |

#### 2002. Vol.7. «Spirit Of Silence» feat. Rose Moore
| №   | Название                    | Длительность |
| --- | --------------------------- | ------------ |
| 1.  | «Introduction To R´s Music» | 3:01         |
| 2.  | «O´ Spirit Tree»            | 5:01         |
| 3.  | «Nanita»                    | 4:59         |
| 4.  | «Master Of Silence»         | 1:33         |
| 5.  | «Oh Ecclesia / Zu Ni A»     | 3:59         |
| 6.  | «Blessed By The Angels»     | 3:26         |
| 7.  | «Softly The Wind»           | 5:04         |
| 8.  | «Delà Delà»                 | 4:00         |
| 9.  | «Light After Darkness»      | 2:58         |
| 10. | «Why / E Si Do Maya E Si»   | 4:54         |
| 11. | «River Run»                 | 3:29         |
| 12. | «Heaven & Sky»              | 3:37         |
| 13. | «Outro»                     | 2:56         |

#### 2003. Vol. 8. «Jazzy Chill Out» feat. Eric Jan Harmsen
| №   | Название                                    | Длительность |
| --- | ------------------------------------------- | ------------ |
| 1.  | «You´re Gonna Love (feat. Tampa Red)»       | 4:19         |
| 2.  | «Bad Luck (feat. Lightnin´ Hopkins)»        | 4:55         |
| 3.  | «Da Cool (feat. Anita O´Day)»               | 4:27         |
| 4.  | «The Roots»                                 | 3:53         |
| 5.  | «A New Dawn (feat. Nina Simone)»            | 4:15         |
| 6.  | «Last Nite (feat. Lightnin´ Hopkins)»       | 4:27         |
| 7.  | «The Last Unicorn (Edit)»                   | 1:35         |
| 8.  | «Love Comes My Way (feat. Ella Fitzgerald)» | 3:55         |
| 9.  | «The Sun (feat. Dave Jeffs)»                | 4:42         |
| 10. | «Chillin´»                                  | 3:46         |
| 11. | «Some Like It Easy (feat. John Lee Hooker)» | 4:17         |
| 12. | «That “Rive Gauche” - Vibe»                 | 3:57         |

#### 2003. Vol. 9.  «Bluesy Chill Out» feat. Dave "Butterknife" Jeffs
| №   | Название                                      | Длительность |
| --- | --------------------------------------------- | ------------ |
| 1.  | «Driftin´»                                    | 5:11         |
| 2.  | «This Earth»                                  | 4:28         |
| 3.  | «Interlude: The Wide Open»                    | 1:08         |
| 4.  | «Black Rain»                                  | 6:18         |
| 5.  | «Love Is Blind»                               | 4:51         |
| 6.  | «Down In Louissianna»                         | 3:44         |
| 7.  | «Interlude: The Loneliness Of TheSlideguitar» | 1:06         |
| 8.  | «That´s Right»                                | 4:29         |
| 9.  | «My Mother Told Me»                           | 4:36         |
| 10. | «Oh Yeah»                                     | 5:24         |
| 11. | «Wasteland»                                   | 4:40         |
| 12. | «Why»                                         | 4:09         |

#### 2006. Vol. 10. «Tango Jointz» (Palermo Nuevo)
| №   | Название                                                        | Длительность |
| --- | --------------------------------------------------------------- | ------------ |
| 1.  | «Tango (feat. Ricardo “Ricardito” Reveira \| Bellma Cespèdes)»  | 3:49         |
| 2.  | «Libertango (feat. Bellma Cespèdes)»                            | 4:39         |
| 3.  | «Homage To Chet Baker (Based On: Alone Together)»               | 3:53         |
| 4.  | «Tango D´Amor (feat. Bellma Cespèdes)»                          | 4:16         |
| 5.  | «The Gaucho´s Pain»                                             | 3:35         |
| 6.  | «Tu Sentimiento (feat. Bellma Cespèdes)»                        | 3:59         |
| 7.  | «Espíritu»                                                      | 4:32         |
| 8.  | «Vuelve Al Sur (feat. Ricardo “Ricardito” Reveira)»             | 4:50         |
| 9.  | «¡ Mi Libertad ! (feat. Ricardo “Riccardito” Reveira)»          | 2:40         |
| 10. | «Homage To Miles Davis (Based On: Nuit Sur Les Champs-élysées)» | 2:54         |
| 11. | «Tango, Que Misterio (feat. Ricardo “Ricardito” Reveira)»       | 4:31         |

### Синглы

#### 1994 «Yeha-Noha» — CD single
| №  | Название                                            | Длительность |
| -- | --------------------------------------------------- | ------------ |
| 1. | «Yeha-Noha (Mendelsohn Edit)»                       | 4:30         |
| 2. | «Tor-Cheney-Nahana (Love To Infinity Survival Mix)» | 7:24         |
| 3. | «Yeha-Noha (Buffalo Bump Mix)»                      | 7:06         |
| 4. | «Yeha-Noha (Totem Grig Mix)»                        | 5:57         |

#### 1996 «Winter Ceremony (Tor-Cheney-Nahana)» — CD single
| №  | Название                                                        | Длительность |
| -- | --------------------------------------------------------------- | ------------ |
| 1. | «Winter Ceremony (Tor-Cheney-Nahana) (Edit)»                    |              |
| 2. | «Winter Ceremony (Tor-Cheney-Nahana) (CJ's Freestyle Sabotage)» |              |
| 3. | «Winter Ceremony (Tor-Cheney-Nahana) (Howie B Left Foot Mix)»   |              |
| 4. | «Winter Ceremony (Tor-Cheney-Nahana) (Album Version)»           |              |

#### 1997 «Legends» — CD single
| №  | Название                              | Длительность |
| -- | ------------------------------------- | ------------ |
| 1. | «Legends (Andy Bradfield Remix Edit)» | 4:24         |
| 2. | «Legends (CJ's Bass Injection Mix)»   | 6:11         |
| 3. | «Legends (Original Version)»          | 7:15         |
| 4. | «Legends (Andy Bradfield Remix)»      | 6:07         |

### Другие релизы

#### 1995. «Yeha-Noha»
| №   | Название                                       | Длительность |
| --- | ---------------------------------------------- | ------------ |
| 1.  | «Yeha-Noha (Wishes Of Happiness & Prosperity)» |              |
| 2.  | «Tor-Cheney-Nahana (Winter Ceremony)»          |              |
| 3.  | «Ya-Na-Hana (Celebrate)»                       |              |
| 4.  | «Dawa (Cradlesong)»                            |              |
| 5.  | «Ly-O-Lay-Ale-Loya (Circle Dance)»             |              |
| 6.  | «Ta-Was-Ne (Elevation)»                        |              |
| 7.  | «Gitchi-Manidoo (Advice For The Young)»        |              |
| 8.  | «Heya-Hee (Intertribal Rain Song)»             |              |
| 9.  | «Shamanic Chant (Heal The Soul)»               |              |
| 10. | «Yo-Hey-O-Hee (War Cries)»                     |              |
| 11. | «Outro & Eulogy (How The West Was Lost)»       |              |